# (775) Lumière
(775) Lumière – planetoida z pasa głównego asteroid okrążająca Słońce w ciągu 5 lat i 84 dni w średniej odległości 3,01 j.a. Została odkryta 6 stycznia 1914 roku w Observatoire de Nice w Nicei przez Joanny Lagrulę. Nazwa pochodzi od braci Lumière, francuskich pionierów kinematografii. Przed nadaniem nazwy planetoida nosiła oznaczenie tymczasowe (775) 1914 TX.